# Alberto Marzani
Alberto Marzani, též Albert Marzani von Stainhof und Neuhaus (10. května 1845 Villa Lagarina – 6. října 1921 Gries), byl rakouský šlechtic a politik italské národnosti z Tyrolska (respektive z Jižního Tyrolska), na počátku 20. století poslanec Říšské rady.

## Biografie
Z prvního manželství s baronkou Julií von Bianchi (1853–1879) vzešel jediný syn Julius (1879–1961). V roce 1883 se oženil s Geoginou Apponyiovou (1841–1906), sestrou Alberta Apponyiho. Toto manželství zůstalo bezdětné.
V letech 1901–1908 patřil mezi poslance Tyrolského zemského sněmu, kde představoval liberální proud.
Působil i jako poslanec Říšské rady (celostátního parlamentu Předlitavska), kam usedl ve volbách roku 1901 za kurii velkostatkářskou v Tyrolsku. Ve volbách do Říšské rady roku 1901 se řadí mezi tzv. austriacanti, tedy etnické Italy v Tyrolsku, kteří ale byli loajální k Rakousku a odmítali autonomistické a separatistické italské hnutí. Po volbách usedl do parlamentního Klubu středu.